# 夜莺 (李斯特)
夜莺（俄语：Le Rossignol）是李斯特·费伦茨依据俄罗斯作曲家亞歷山大·阿利亞比耶夫创作的歌曲《夜莺》改编的一首钢琴独奏曲。此首曲目调性为升c小调，
拍，呈并列单三部曲式。

## 分析[3]
此曲由一个13小节的引子开始，缓慢，随想的（Lento a capriccio），音符大多在高音区，用于模仿夜莺的声部。第14小节开始，音域临时变为中音区，曲风变为如歌且有表情的柔板（Adagio），开始该曲的第一部分，第22-26小节，旋律由左手演奏，音符回到中音区。经过几个小节的颤音过渡之后，开始该曲的第二部分。
在第35小节、曲风转变成较为活泼的曲调，活泼的快板（Allegro Vivace）通过高音区的反复颤音（右手高声部）和跳音（右手低声部和左手声部）展现夜莺活泼可爱时的场景。
第73小节李斯特把主题加以变奏，改为琶音伴奏织体，第104小节开始尾声，重复了2小节的主题片段后，以极弱的琶音装饰结束。

## 相关作品
俄国作曲家格林卡也写了一首“夜莺”主题变奏曲，改编自同一首声乐作品。